# ウニヴェルシチェート駅 (モスクワ地下鉄)
ウニヴェルシチェート駅（ウニヴェルシチェートえき、ロシア語: Университет）はモスクワ地下鉄・ソコーリニチェスカヤ線の駅で、ヴォロビヨーヴイ・ゴールィ駅とプロスペクト・ヴェルナーツコヴォ駅の間にある。駅名のウニヴェルシチェートは、ロシア語で大学を意味する。

## 歴史
1959年12月1日に開業した。

## 周辺
モスクワ大学が存在する。